# Бэтти, Дэвид
Дэ́вид Бэ́тти (англ. David Batty; род. 2 декабря 1968, Лидс, Англия) — английский футболист. Закончил спортивную карьеру в 2004 году.
Он был в составе основных «возмутителей спокойствия» Премьер-лиги 90-х. Завоевал «золото» с «Лидсом» в 1992 году и с «Блэкберном» в 1995-м. Ключевой игрок и капитан сборной Англии 90-х, провёл в её составе 42 матча.

## Достижения
«Блэкберн Роверс»:
- Чемпион Англии: 1994/95

 «Лидс Юнайтед»:
- Чемпион Англии: 1991/92